# Cuttlo
Der Cuttlo war ein kleines Volumenmaß von unterschiedlicher Größe. Die  Barila, als bestimmendes Maß, entsprach der venezianischen Barila. Der Cuttlo galt im Ragusa und in kleinen südlichen Regionen von Dalmatien.
- Ragusa: 1 Cuttlo = 0,7665 Liter
  - 1 Barila = 6 Secchio = 84 Cuttli = 64,386 Liter[1]
- Slano: 1 Cuttlo = 0,6191 Liter 
  - 1 Barila = 6 Secchio = 104 Cuttli[2] = 64,386 Liter[1]